# Puzzle Bobble 4
Puzzle Bobble 4 est un jeu vidéo de puzzle développé et édité par Taito en 1998 sur borne d'arcade. Le jeu a été adapté sur Dreamcast, PlayStation, Game Boy Color et Windows sous le titre Bust-a-Move 4.
C'est le 4e épisode de la série Puzzle Bobble.

## Postérité
En 2018, la rédaction du site Den of Geek mentionne le jeu en 16e position d'un top 60 des jeux PlayStation sous-estimés : « Puzzle Bobble 4 est un des meilleurs jeux de la série, et aussi un des meilleurs puzzle games tout court sur PS1. ».